# Incontri internazionali di rugby a 15 di metà anno 1973
A metà anno è tradizione che le selezioni di rugby a 15, europee in particolare, ma non solo, si rechino fuori dall'Europa o nell'emisfero sud per alcuni test. Si disputano però anche molti incontri tra nazionali dello stesso emisfero Sud.
Il 1973 è un anno ricco di questi confronti.

## Maggio
I New Zealand Maori si recano nel Sud Pacifico, la selezione rugbystica di giocatori di etnia Maori nel 1973 si imbarca per un tour in Australia e Nuova Zelanda. Delle tre nazionali del pacifico, solo Tonga riuscirà a batterli.
Il Galles si reca in Canada. Non ci sono test match ufficiali. All'epoca le 8 nazioni membri dell'International Rugby Board (le quattro britanniche, la Francia e le tre potenze australi non concedevano quasi mai il "cap", ossia la presenza ufficiale ai giocatori, per i match contro nazionali estranee all'IRB stesso. 
Facili successi per i fortissimi "dragoni"
| Apia 10 maggio 1973 | Samoa | 6 – 11 | New Zealand Māori |  |

--
| Apia 12 maggio 1973 | Samoa | 0 – 12 | New Zealand Māori |  |

--
| Nuku'alofa 22 maggio 1973 | Tonga | 11 – 3 | New Zealand Māori |  |

--
| 26 maggio 1973 | Columbia Britannica | 6 – 31 | Galles XV |  |

--
| 26 maggio 1973 | Suva & Rewa | 39 – 9 | New Zealand Māori |  |

--
| 30 maggio 1973 | Alberta | 6 – 76 | Galles XV |  |

--
| 30 maggio 1973 | Nadroga | 16 – 15 | New Zealand Māori |  |

## Giugno
Terminano i due tour citati, Tonga si reca in Australia: la nazionale del piccolo arcipelago del Pacifico conquista un risultato storico, battendo l'Australia in uno dei due test match disputati.
| Suva 2 giugno 1973 | Figi | 4 – 6 | New Zealand Māori | (Buckhurst Park) |

--
| Brisbane 3 giugno 1973 | Queensland | – | Tonga XV |  |

--
| Toronto 9 giugno | Canada | 20 – 58 | Galles XV |  |

--
| Sydney 23 giugno 1973 | Australia | 30 – 12 | Tonga | (Cricket Ground) |

--
| Melbourne 9 giugno 1973 | Victoria | – | Tonga XV |  |

--
| Sydney 11 giugno 1973 | Sydney | – | Tonga XV |  |

--
| Arbitro: | Bird |

| |           |                |
| mete: Youngelson 2 Barret 2 Rob Stewart Loots Murphy tr. I. Robertson 4 c.p. I. Robertson drop I. Robertson | Marcatori | mete: Bollesan |

--
| Sydney 16 giugno 1973 | New South Wales | – | Tonga XV |  |

--
| Canberra 19 giugno 1973 | A.C.T. | 17 – 6 | Tonga XV |  |

--
| Arbitro: | Ross |

|                                                                   |           |                   |
| mete: Schaap 3 Koorts 2 trasf.: Strydom 2 Du Rand c.p.: Strydom 2 | Marcatori | c.p.: Lazzarini 2 |

--
| Sydney 23 giugno 1973 | Australia | 30 – 12 | Tonga | (Cricket Ground) |

--
| Arbitro: | Stephenson |

|                                                                   |           |                            |
| mete: Stephenson 3 Wilson, Coates trasf.: Brereton c.p.: Brereton | Marcatori | c.p. Lazzarini 3 Mattarolo |

--
| Arbitro: | Weyers |

|                                                                                |           |                                                                  |
| mete:J.Nel 2 D. Nel, K.Nel Frances, Rens trasf.: Van Vuuren 2 c.p.: Van Vuuren | Marcatori | mete: N. Francescato trasf.: Lazzarini c.p.: Lazzarini Caligiuri |

--
| Brisbane 30 giugno 1973 | Australia | 11 – 16 | Tonga | (Ballymore Stadium) |

--
| Arbitro: | Prinsloo |

|                                                         |           |                 |
| mete: Thoresson 4 trasf.: Thoresson Swamby c.p.: Swamby | Marcatori | c.p.: Mattarolo |

--
| Downs giugno 1973 | Downs | 9 – 12 | Tonga XV |  |

## Luglio
Si chiude il tour dell'Italia, mentre Tonga e Figi si affrontano a Suva
| Arbitro: | Lane |

|                                                                                        |           |                                     |
| mete: Strydom 2 Ferreira 2 K. Nel 2 L. Nel, Fourie trasf.: Muller, K. Nel c.p.: Muller | Marcatori | c.p.: Mattarolo 3 Drop: A. Visintin |

--
| Arbitro: | Moolman |

|             |           |                                                                              |
| mete: Cushe | Marcatori | mete: Bollesan Bonetti trasf.: Lazzarini 2 c.p.: lazzarini 3 Drop: Lazzarini |

--
| Arbitro: | De Bruin |

|                                                |           |                                                    |
| 36' m. Steyn tr. Froneman 67' m. e tr Froneman | Marcatori | 55' cp Mattarolo 58' m. Mattarolo 75' m. Caligiuri |

--
| Suva 11 luglio 1973 | Figi | 24 – 12 | Tonga | (Buckhurst Park) |

--
| Arbitro: | Scheepers |

|                                                       |           |                                                                         |
| mete: Claessen 2 Bothma 2 Burger trasf.: Badenhorst 4 | Marcatori | mete: A. Visentin trasf.: Lazzarini c.p.: Mattarolo 3 Drop: Caligiuri 3 |

## Agosto-Settembre
L'Inghilterra si reca alle Isole Figi e inNuova Zelanda cogliendo uno storico successo din casa degli All Blacks 
La Romania, miglior squadra europea al di fuori del Cinque Nazioni si reca in Nuova Zelanda ed Argentina (dove avrebbe dovuto recarsi proprio l'Inghilterra). Di assoluto rilievo il pareggio contro gli Junior All Blacks.
| Suva 28 agosto 1973 | Figi | 12 – 13 | Inghilterra XV |  |

--
| Wellington 30 agosto 1973 | Nuova Zelanda Junior | 10 – 10 | Romania XV |  |

--
| New Plymouth 1º settembre 1973 | Taranaki | 6 – 3 | Inghilterra XV |  |

--
| Wellington 5 settembre 1973 | Wellington | 10 – 16 | Inghilterra XV |  |

--
| Buenos Aires 8 settembre 1973 | Argentina | 15 – 9 | Romania | Ferrocarill |

--
| Christchurch 8 settembre 1973 | Canterbury | 19 – 12 | Inghilterra XV |  |

--
| Buenos Aires 15 settembre 1973 | Argentina | 24 – 3 | Romania | Ferrocarill |

| Auckland 15 settembre 1973 | Nuova Zelanda | 10 – 16 | Inghilterra | (Eden Park) |

## Altri test
| Neuchâtel 11 aprile 1973 | Svizzera | 4 – 23 | Portogallo |  |

| Berlino 20 aprile 1973 | Germania Est | 22 – 12 | Svezia |  |

| Praga 22 aprile 1973 | Cecoslovacchia | 45 – 0 | Bulgaria |  |

| Hilversum 2 giugno 1973 | Paesi Bassi | 3 – 24 | Polonia |  |

| Sumperk 23 giugno 1973 | Cecoslovacchia | 44 – 6 | Germania Est |  |

| Kuala Lumpur 1º luglio 1973 | Malaysia | 3 – 4 | Thailandia |  |

| Dresda luglio 1973 | Polonia | 21 – 3 | Germania Est |  |